# Rocznik Sanocki
Rocznik Sanocki – czasopismo naukowe, rocznik wydawany od 1963 w Sanoku.
Jest wydawnictwem ukazującym się nieregularnie, w którym publikowane są materiały i artykuły w zakresie historii miasta Sanoka i ziemi sanockiej.
Inicjatywa powstania wydawnictwa zrodziła się podczas obchodów 800-lecia istnienia miasta. Twórcą „Rocznika Sanockiego” był Józef Stachowicz, a jego współpracownikami byli Mieczysław Przystasz, Wojciech Sołtys, Edward Zając, Adam Fastnacht oraz Feliks Kiryk, który został później redaktorem naczelnym pisma. Pierwszy tom ukazał się w 1963 nakładem Wydawnictwa Literackiego w Krakowie, a „Rocznik Sanocki” stanowił wówczas trzecią tego typu publikację w województwie rzeszowskim (analogiczne ukazały się wcześniej w Rzeszowie i Przemyślu). Krakowskie wydawnictwo wydało cztery pierwsze tomy (1963, 1967, 1971 i 1979), po czym dwa następne (1980, 1988) ukazały się w Rzeszowie. Tom VII w 1995 wydało Towarzystwo Rozwoju i Upiększania Miasta Sanoka (patronujące wydawnictwu od tomu II), a wydawanie następnych przejęło zarejestrowane 28 czerwca 1999 Towarzystwo Przyjaciół Sanoka i Ziemi Sanockiej: w 2001, 2006, w 2011, 2014, 2017.
W 2002 zespół redakcyjny tomu VIII „Rocznika Sanockiego” z 2001 otrzymał Medal Grzegorza z Sanoka, przyznany przez Towarzystwo Przyjaciół Sanoka i Ziemi Sanockiej.
Wydania „Rocznika Sanockiego” (tomy I–VII z lat 1963–1995) zostały zdigitalizowane i udostępnione w Sanockiej Bibliotece Cyfrowej.

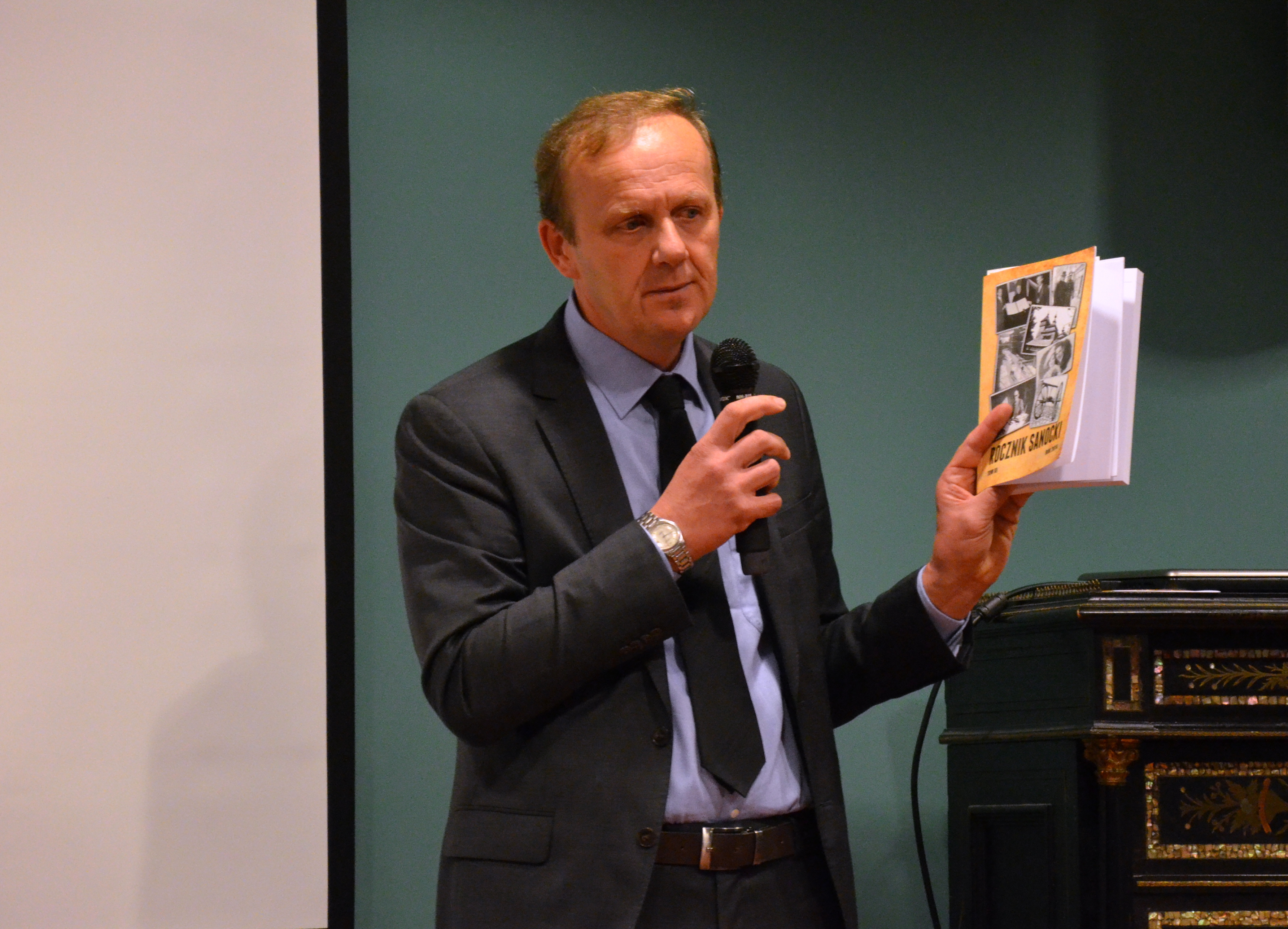
Robert Lipelt prezentujący Tom XI „Rocznika Sanockiego” podczas premiery 15 września 2014

## Wydania
Tom I – 1963
- Wydawnictwo: Wydawnictwo Literackie
- Autorzy: Walerian Bętkowski, Feliks Kiryk, Mieczysław Przystasz, Aleksander Codello, Bronisław Filipczak, Wojciech Sołtys, Stefan Makuch, Edward Zając, Józef Stachowicz, Zofia Bandurka, Roman Ślączka, Jadwiga Zaleska, Andrzej Ślączka, Benedykt Gajewski, Kazimierz Ciałowicz

Tom II – 1967
- Wydawnictwo: Wydawnictwo Literackie
- Wydawca: Towarzystwo Rozwoju i Upiększania Miasta Sanoka
- Autorzy: Józef Stachowicz, Wojciech Sołtys, Feliks Kiryk, Edward Zając, Adam Fastnacht, Roman Ślączka, Aleksander Codello, Tadeusz Kowalski, Mieczysław Przystasz, Stefan Stefański, Jan Łożański

Tom III – 1971
- Wydawnictwo: Wydawnictwo Literackie
- Wydawca: Towarzystwo Rozwoju i Upiększania Miasta Sanoka
- Autorzy: Benedykt Gajewski, Adam Fastnacht, Wojciech Sołtys, Jan Łożański, Franciszek Kuzio, Edward Zając

Tom IV – 1979
- Wydawnictwo: Wydawnictwo Literackie
- Wydawca: Towarzystwo Rozwoju i Upiększania Miasta Sanoka
- Autorzy: Adam Fastnacht, Czesław Cyran, Antoni Rachwał, Wojciech Sołtys, Jakub Kinelski, Edmund Słuszkiewicz, Edward Zając, Józef Rawski

Tom V – 1980
- Wydawnictwo: Krajowa Agencja Wydawnicza Rzeszów
- Wydawca: Towarzystwo Rozwoju i Upiększania Miasta Sanoka
- Autorzy: Adam Fastnacht, Stanisław Cynarski, Jerzy Wyrozumski, Jerzy Zathey, Krzysztof Baczkowski, Marian Zwiercan, Andrzej Nowicki, Edward Zając

Tom VI – 1988
- Nr ISBN: 83-03-02288-1
- Wydawnictwo: Krajowa Agencja Wydawnicza Rzeszów
- Wydawca i prawa autorskie: Towarzystwo Rozwoju i Upiększania Miasta Sanoka
- Redaktor: Adam Czartoryski
- Autorzy: Tekla Wolwowicz, Jadwiga Zaleska, Andrzej Brygidyn, Roman Bury, Arnold Andrunik, Edward Zając, Józef Pohorski, Wojciech Sołtys, Krystyna Ciupak, Maria Zielińska-Durda, Tadeusz Chmielewski,

Tom VII – 1995
- Nr ISBN: 83-903238-1-8, nr ISSN: 0557-2096
- Redakcja: Zbigniew Koziarz
- Wydawca i prawa autorskie: Towarzystwo Rozwoju i Upiększania Miasta Sanoka
- Autorzy: Zbigniew Koziarz, Marian Struś, Wojciech Sołtys, Zbigniew Osenkowski, Tekla Wolwowicz, Andrzej Tarnawski, Maria Tarnawska, Józef Stachowicz, Edward Zając, Paweł Kosina, Tomasz Przystasz

Tom VIII – 2001
- Nr ISBN: 83-903238-1-8, nr ISSN: 0557-2096
- Redakcja: Alicja Wolwowicz, Stanisław Obara, Zbigniew Koziarz, Zbigniew Osenkowski
- Wydawca i prawa autorskie: Towarzystwo Przyjaciół Sanoka i Ziemi Sanockiej
- Autorzy: Zbigniew Przystasz, Tekla Wolwowicz, ks. Stefan Wójcik, Zbigniew Jara, Anna Fastnacht-Stupnicka, Alicja Wolwowicz, Krzysztof Kaczmarski, Jan Radożycki, Jan Miśkowicz, Jan Skoczyński, Bartłomiej Zajdel, Zbigniew Koziarz, Bronisław Kielar, Wojciech Blecharczyk, Stanisław Obara, Paweł Kosina, Maria Matuła, Zbigniew Osenkowski

Tom IX – 2006
- Nr ISBN: 978-83-903238-3-4, nr ISSN: 0557-2096
- Redaktor: Feliks Kiryk
- Prawa autorskie: Towarzystwo Przyjaciół Sanoka i Ziemi Sanockiej
- Autorzy: Jan Lach, Eligiusz Brzeźniak, Robert Lipelt, Piotr N. Kotowicz, Feliks Kiryk, Joanna Iwaniec, Marek Boczar, Andrzej Olejko, Alojzy Zielecki, Monika Szkółka, Andrzej Romaniak, Edyta Czop, ks. Stanisław Nabywaniec, Maria Porębska, Jan Zacharski, Jan Z. Zaleski, Krystyna Chowaniec, Wiesław Banach, Wiesław Kindlarski, Katarzyna Hnat, Krzysztof Prajzner, Zbigniew Osenkowski

Tom X – 2011
- Nr ISBN: 978-83-903238-4-8, nr ISSN: 0557-2096
- Redaktor: Robert Lipelt
- Redakcja: Miejska Biblioteka Publiczna im. Grzegorza z Sanoka w Sanoku
- Prawa autorskie: Towarzystwo Przyjaciół Sanoka i Ziemi Sanockiej, Polskie Towarzystwo Historyczne Oddział w Sanoku
- Autorzy: Stanisław A. Sroka, Jarosław Serafin, Piotr N. Kotowicz, Robert Lipelt, Leszek Puchała, Andrzej Romaniak, Andrzej Olejko, Marcin Smoter, Renata Gadamska-Serafin, Tomasz Chomiszczak, Jolanta Mazur Fedak, Krystyna Chowaniec, Wojciech Dąbrowski, Roman Daszyk, Wojciech Wydrzyński, Waldemar Och

Tom XI – 2014
- Nr ISSN: 0557-2096
- Redaktor: Robert Lipelt
- Redakcja: Miejska Biblioteka Publiczna im. Grzegorza z Sanoka w Sanoku
- Prawa autorskie: Towarzystwo Przyjaciół Sanoka i Ziemi Sanockiej, Polskie Towarzystwo Historyczne Oddział w Sanoku, Miejska Biblioteka Publiczna im. Grzegorza z Sanoka w Sanoku.
- Autorzy: Edward Zając, Marcin Glinianowicz, Małgorzata Kępa, Piotr N. Kotowicz, Anna Orłowska-Synus / Arkadiusz Komski, Tomasz Kurasiński, Kalina Skóra / Piotr Strzyż / Leszek Puchała / Robert Lipelt / Andrzej Romaniak / Tomasz Chomiszczak / Wojciech Wesołkin / Marian Pankowski / Maria Radożycka-Paoletti / Ewa Filip / Maciej Miśkowiec

Tom XII – 2017
- Nr ISSN: 0557-2096
- Redaktor: Robert Lipelt
- Redakcja: Miejska Biblioteka Publiczna im. Grzegorza z Sanoka w Sanoku
- Prawa autorskie: Towarzystwo Przyjaciół Sanoka i Ziemi Sanockiej, Polskie Towarzystwo Historyczne Oddział w Sanoku, Miejska Biblioteka Publiczna im. Grzegorza z Sanoka w Sanoku.
- Autorzy: Piotr N. Kotowicz, Paweł Skowroński, Małgorzata Kołodziej / Robert Lipelt / Marcin Smoter / Piotr N. Kotowicz / Wojciech Wesołkin / Tomasz Chomiszczak / Andrzej Romaniak / Ewa Filip / Andrzej Pańko / Maciej Miśkowiec